# Бесединский район
Бесединский район — административно-территориальная единица в составе Центрально-Чернозёмной и Курской областей РСФСР, существовавшая в 1928—1930 и 1935—1963 годах. Административный центр — село Беседино.

## Население
По данным переписи 1939 года в Бесединском районе проживало 38 791 чел., в том числе русские — 98,6 %, украинцы — 1,1 %. По данным переписи 1959 года в Бесединском районе проживало 28 385 чел..

## История
Бесединский район был образован в 1928 году в составе Курского округа Центрально-Чернозёмной области, но уже в 1930 году был упразднён.
Вторично район был образован в 1935 году в составе Курской области.
По данным 1940 года район включал 14 сельсоветов: Алябьевский, Безлесненский, Бесединский, Винниковский, Виногробльский, Выворотковский, Ивановский, Михайловский, Муравлевский, Ноздрачевский, Полевской, Рышковский, Троицкий и Шумаковский.
1 февраля 1963 года Бесединский район был упразднён, а его территория передана в Курский район.